# Realschule am Kreuzberg
Die Realschule am Kreuzberg  (auch: Staatliche Realschule Burglengenfeld) ist eine öffentliche, staatliche Schule in Burglengenfeld im Landkreis Schwandorf, die am 17. September 1951 gegründet wurde. Das Einzugsgebiet erstreckt sich über die Gemeinden Maxhütte-Haidhof, Teublitz, Burglengenfeld, Kallmünz und Schmidmühlen.

## Geschichte
Am 17. September 1951 wurde die Realschule Burglengenfeld eröffnet, nachdem Diplomhandelslehrer Gottfried Frank als Direktor bestimmt worden war.
Seit einigen Jahren bietet die Schule auch eine Ganztagsbetreuung an.
Im Februar 2014 übernahm Klaus Biersack von Josef Hartung die Leitung der Schule. Im August 2021 folgte Christian Zingler als Schulleiter.

## Beschreibung
Die Staatliche Realschule Burglengenfeld liegt am Kreuzberg, nahe dem Stadtzentrum.
An der Schule werden die Wahlpflichtfächergruppen I (mathematischer Zweig), II (kaufmännischer Zweig), IIIa (Französisch) und IIIb (Kunsterziehung) angeboten.
Die Schule ist die einzige Realschule im Städtedreieck (Maxhütte-Haidhof, Teublitz, Burglengenfeld). Die nächsten Realschulen befinden sich in Schwandorf und Regenstauf.

## Seminarschule
Mit Wirkung vom 21. Februar 2000 wurde die Schule wieder zu einer Seminarschule ernannt, für die Fächer Englisch, Geschichte, Deutsch und Katholische Religionslehre. Im Schuljahr 2023/24 wird das Lehramtsreferendariat in den Fächern Deutsch und Englisch angeboten.

## Auszeichnungen
- 2002 wurde der Schule der Innovationspreis des Bildungspaktes Bayern verliehen.[7]
- Seit April 2012 trägt die Schule den Titel „Schule ohne Rassismus – Schule mit Courage“.
- Seit 2012 ist die Realschule zusammen mit 22 weiteren bayerischen Schulen „Partnerschule der Universität Regensburg“ (PUR)[8].
- 2013 landeten zwei 8. Klassen der Schule beim bayernweiten „Anti-Mobbing“-Wettbewerb auf dem 2. Platz und wurden dabei auch von Kultusminister Ludwig Spaenle ausgezeichnet.
- 2018 Ernennung zur Fair-Trade-Schule.

## Projekte & Wahlfächer
Alljährlich erscheint ein Jahresbericht. Bis 2013 wurde außerdem die sogenannte „Schul-CD“ von Schülern des Wahlfachs Multimedia erstellt. Diese enthält neben Klassen- und Lehrerfotos auch viele Bilder des jeweiligen vergangenen Schuljahres. Des Weiteren gibt es noch eine Theatergruppe, die Wahlfächer „Zirkuskünste“, „Medien-Design“, „Business English“, „Mathe-Talentkurs“, Schülerzeitung und „Videoschnitt“ und diverse Musikgruppen und Sport-Teams.
Die Realschule ist außerdem Mitglied im Comenius-Programm.

## Partnerschulen
Die insgesamt neun Partnerschulen der Realschule befinden sich unter anderem in Krakau (Polen), Prag (Tschechien) und Drymos (Griechenland).